# Підмонастирок (Дрогобицький район)
Підмонастиро́к (англ. Pidmonastyrok) — село Дрогобицького району Львівської області. 

## Населення

### Мова
Розподіл населення за рідною мовою за даними перепису 2001 року:
| Мова       | Кількість | Відсоток |
| ---------- | --------- | -------- |
| українська | 198       | 100%     |

## Релігія
У селі знаходиться дерев'яна церква Богоявлення Господнього, збудована у 1909 році.